# 穆罕默德·基亞巴尼
沙伊克·穆罕默德·基亚巴尼（波斯語：شیخ محمد خیابانی；1880年—1920年），伊朗什叶派神职人员、政治人物。1920年4月7日，大不里士爆发民主党革命，6月24日成立政府，担任政府首脑，宣布建立“阿扎迪斯坦”（自由之国）。
他出身于商人家庭。受过僧侣教育，曾任大不里士总清真寺长老，参加过1905—1911年波斯立宪革命。1909年选为第二届议会的阿塞拜疆代表。第一次世界大战期间历遭王室政权和奥斯曼土耳其占领军迫害。1919年开始领导1917年成立的伊朗阿塞拜疆民主党，在该党《复兴报》上著文揭露帝国主义阴谋，反对1919年签订的英伊条约，主张争取伊朗民族独立，推翻专制统治，伊朗的阿塞拜疆实行自治。1920年领导大不里士起义，占领政府机关，驱逐反动官吏，宣布阿塞拜疆为阿扎吉斯坦。因对人民作用估计不足，采取消极防御策略，1920年10月，起义被王室军队镇压，被俘后遇害。